# Lambert Straatman
Cet article possède un paronyme, voir Stratmann.
Lambert Straatman, né à Bergen op Zoom le 14 octobre 1802 et décédé à Ixelles le 18 avril 1888, est un armateur bruxellois. Il a épousé en 1826 Sophie Fautier, née à Amsterdam d'origine française. Établi à Bruxelles vers 1826, il est naturalisé belge en 1841.

## Biographie
Lambert Straatman, commissionnaire-expéditeur, affréteur, agent d’assurances maritimes et en douane, armateur à Bruxelles, établi avec son gendre et associé Léon van Dievoet (1838-1908) au 37 Quai au Bois à Brûler, ainsi qu'à Anvers (11, quai St Pierre) et à Gand, est né à Bergen op Zoom le 14 octobre 1802, fils de Arnold et de Anne Marie Vetten. Il est décédé à Ixelles le 18 avril 1888.
Il épouse à Bruxelles le 11 mars 1826, Marie-Sophie Fautier, née à Amsterdam le 8 juin 1802 (baptisée à la Chapelle Française - Franse Kapel- le même jour), décédée à Bruxelles le 8 novembre 1878, fille de Pierre Joseph Fautier né en 1771 à Gardencourt et décédé à Bruxelles le 12 avril 1826 (fils de Louis Fautier et de Marie Legendre) et de Marie Adrienne van der Burch, née en 1778 à Gorcum (Gorinchem), Pays-Bas et décédé le 29 décembre 1845 à Bruxelles.

## Famille

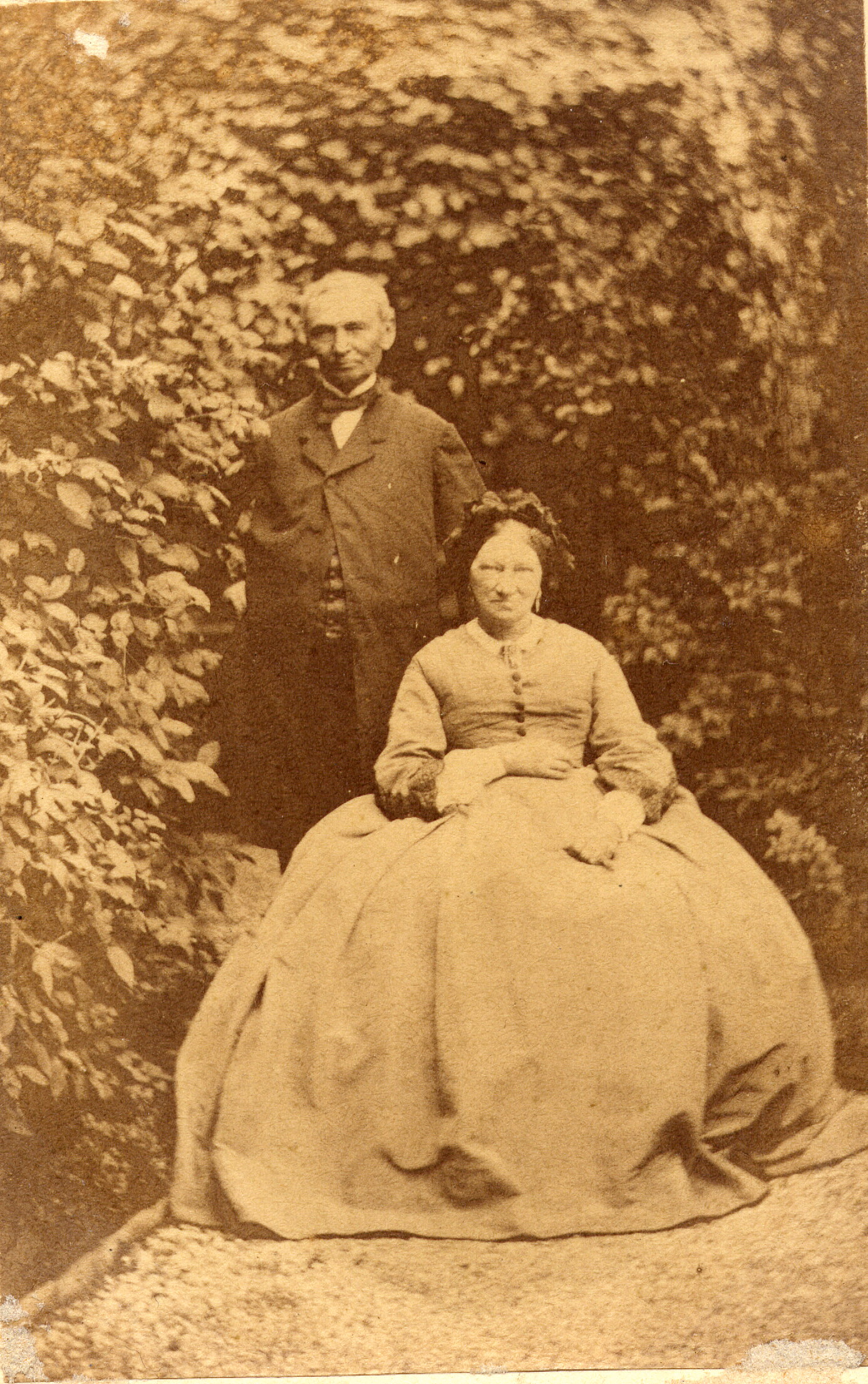
Lambert Straatman en compagnie de son épouse Sophie Fautier.

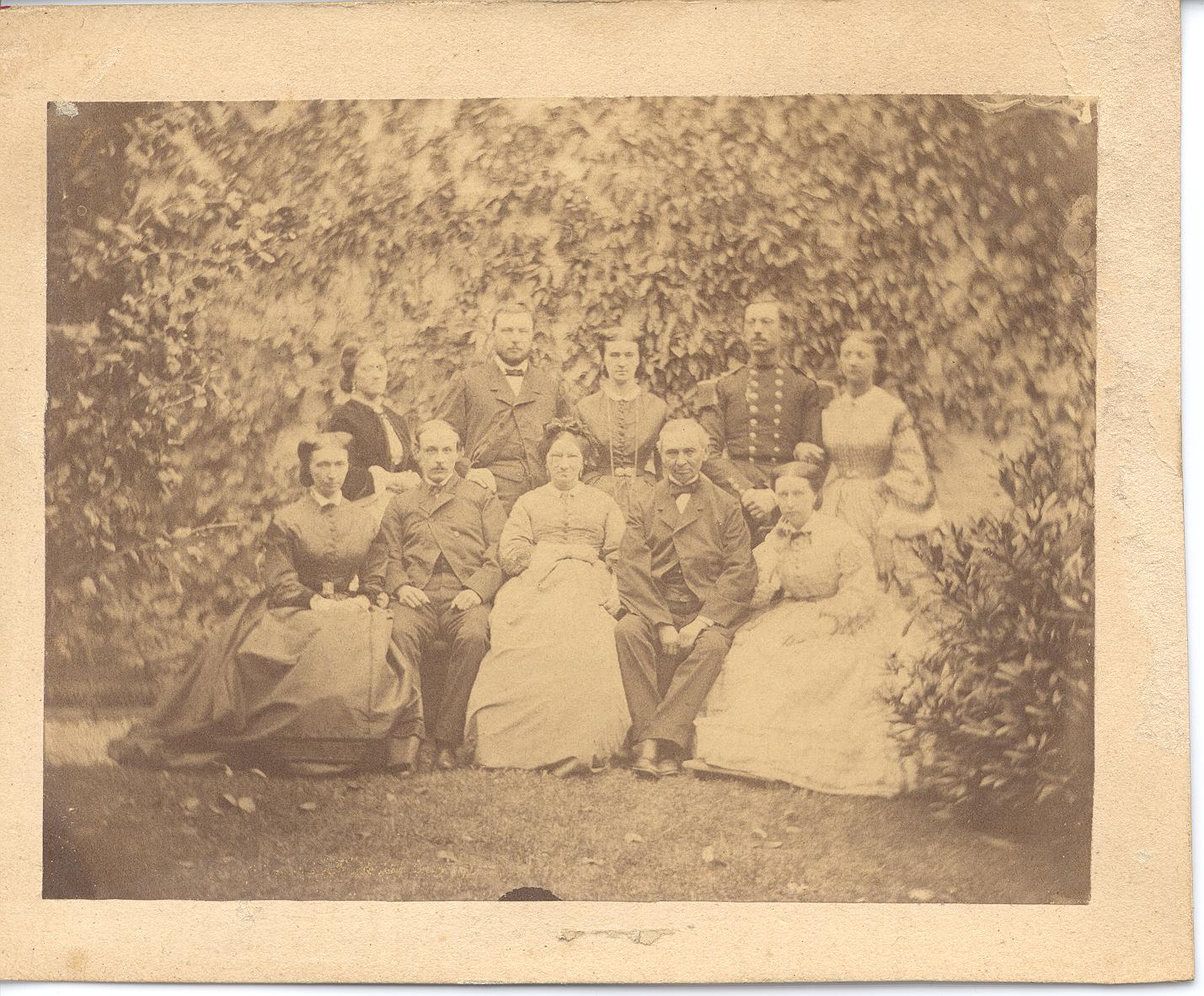
Famille Lambert Straatman-Fautier. On y voit, assis de gauche à droite : Sophie Straatman (1833-1889), son mari Charles Mogin (1834-1877), Sophie Fautier (1802-1878), son mari Lambert Straatman (1802-1888), Marie Straatman (née en 1830) (épouse de l'ingénieur Jean Battaille, en Russie); debout de gauche à droite: Hermine Straatman (1838-1917) future épouse de Léon van Dievoet (1838-1908), Arnould Straatman (1835-1877) futur mari de Joséphine Bridoux (1842-1873), Anna Straatman (1840) future épouse du général Prosper Beaudrihaye, Charles Rouen, futur général (né en 1838) et son épouse José Straatman (née en 1842)

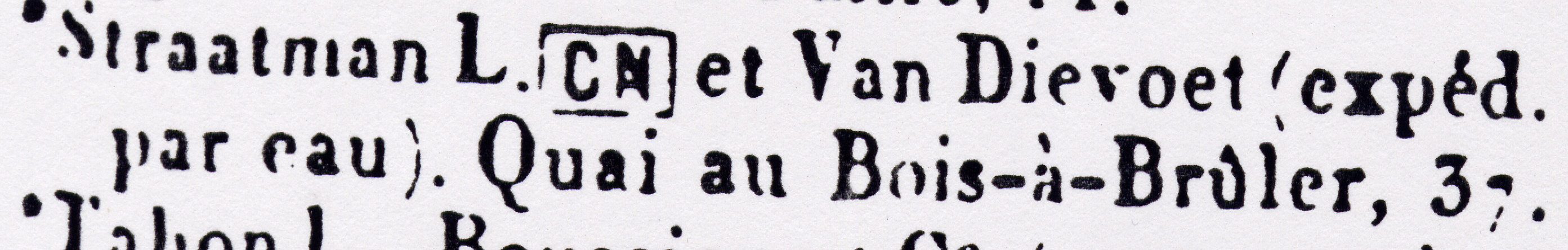
Annuaire du Commerce et de l'Industrie, Bruxelles, année 1870: Lambert Straatman CN (Commerçant Notable) et Léon Van Dievoet (expéditeurs par eau), Quai au Bois-à-Brûler, 37.

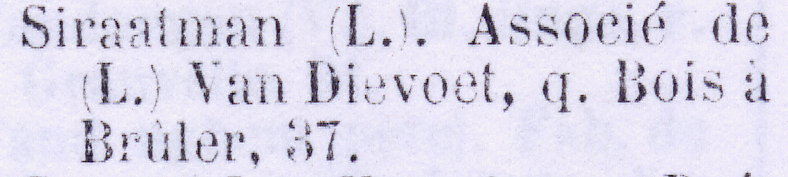
Annuaire du Commerce et de l'Industrie, Bruxelles, année 1880: Straatman (Lambert). Associé de Léon Van Dievoet, quai au Bois à Brûler, 37.

Dans leur descendance directe et leurs alliés figurent de nombreuses personnalités, non seulement du monde du commerce et de l'industrie, mais également dans le domaine des arts, sciences et lettres :
- Govert-Marinus Augustijn
- Prosper Beaudrihaye
- Georges Chaudoir
- Francis Delbeke
- Pierre du Bois de Dunilac
- Willem Huart
- Moira Lister
- Charles Michel (sinologue)
- Charles Rouen
- Charles Soubre
- Arthur Tacquin
- Famille Van Dievoet
  - Gabriel van Dievoet
  - Léon van Dievoet
  - Germaine van Dievoet
  - Henri van Dievoet
- Bernard de Walque

## La famille Staatman

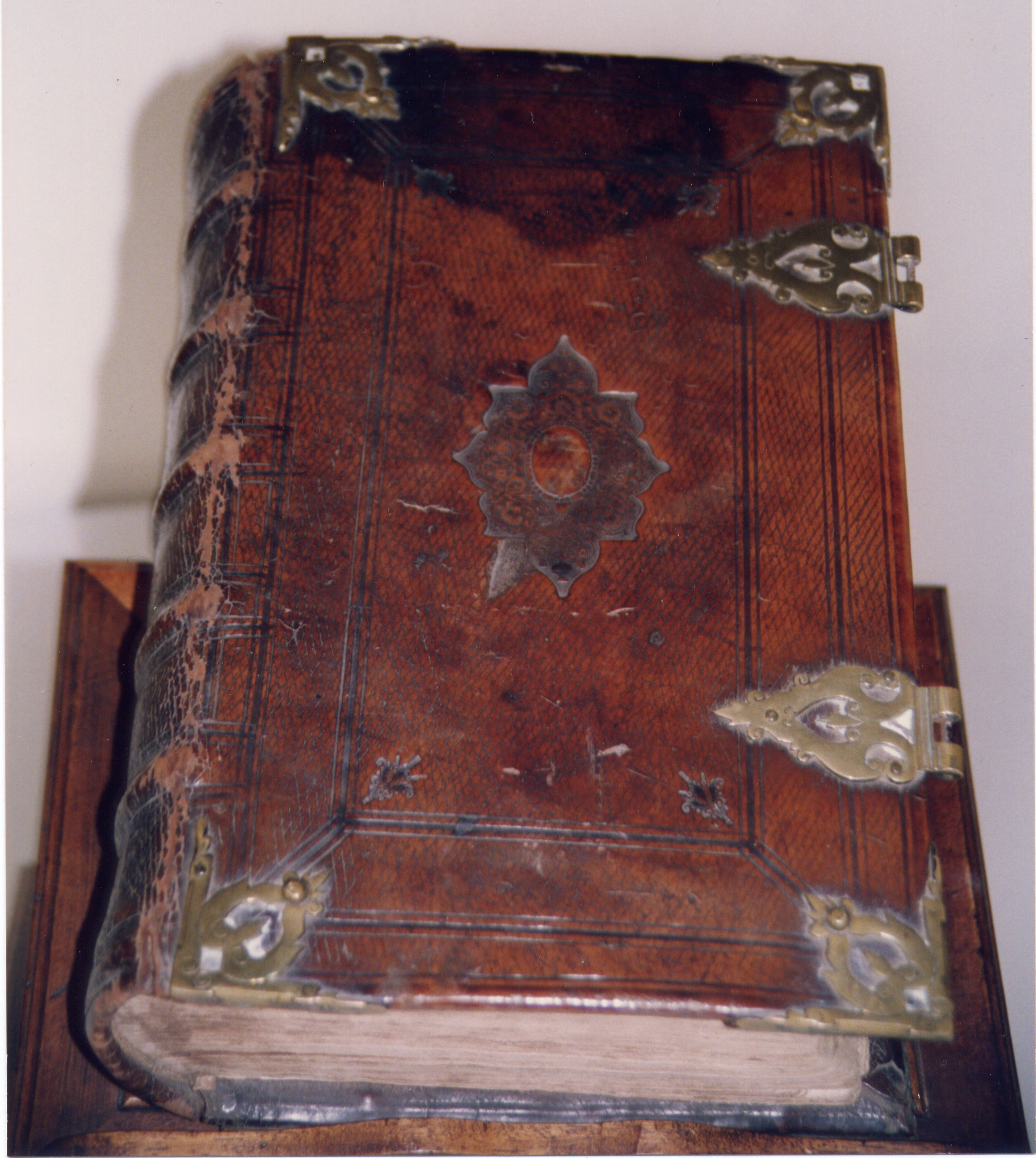
Bible de la famille Straatman-Fautier, publiée à Dordrecht chez Pieter et Jacob Keur, 1730. (Bible des États Généraux).

I. Jacob Straatman, épousa Geertruyd Berendsen.
dont:
- Pieter Straatman, qui suit sous II.
- Gerrit Straatman, né le 16 juillet 1733 à Bredevoort (Église Réformée)

II. Pieter Straatman, baptisé 16 avril 1730 à Bredevoort (Église Réformée), décédé en 1771, militaire de carrière, canonnier, épousa à Bergen op Zoom le 30 octobre 1757, Celia La Ros, née à Breda (Egl. Réf.). Celle-ci étant veuve depuis quelques semaines et enceinte d’un quatrième enfant demanda la bourgeoisie de Bergen op Zoom le 12 septembre 1771. Elle décéda à Bergen op Zoom le 19 janvier 1808 âgée de 78 ans d’une « verval van kragten », elle s’était remariée le 11 mars 1778 avec Lambertus Wijsman, de Maastricht (catholique).
Pieter Staatman et Celia La Ros eurent les enfants suivants :
- Arnold Straatman qui suit sous III.
- Jacobus Straatman, « meester kleermaker », né à Veere vers 1764, décédé à Bergen op Zoom le 17 mars 1807, épousa à Bergen op Zoom le 8 juillet 1787, Anna Sophia Sluijters, baptisé à Arnhem le 22 novembre 1755 (luthérienne), citée en 1812 comme « fripière ». Jacobus Straatman avait demandé le 27 février 1787 la bourgeoisie de Bergen op Zoom. De ce mariage naquirent un fils et deux filles :
  - Pieter Lambertus Straatman, baptisé le 15 avril 1788 à Bergen op Zoom, qui y épousa le 9 septembre 1810 Dorothea Frederica Dietz.
  - N….Straatman.
  - Anna Cecilia Straatman, née à Bergen op Zoom le 30 juin 1793 et décédée à Delft le 21 octobre 1851 qui épousa à Bergen op Zoom le 10 avril 1828 Izaak Anthony Bosschaart, sergeant-major au sixième bataillon d’artillerie en garnison à Bergen-op-Zoom, puis premier lieutenant maître du Magasin de l’artillerie au fort Saint Georges d’Elmina (Guinée), né à Middelbourg en février 1802 et décédé avant 1849 sur la côte de Guinée, fils de Izaak Bosschaart, « koekbakker et winkelier » (pâtissier et boutiquer) et de Aarnoudina Maranus, winkelierster (boutiquière).
  - Anna Straatman, née à Sluis (Flandre Zélandaise) vers 1769, décédée à Bergen op Zoom le 26 janvier 1810, épousa en premières noces à Bergen op Zoom le 20 mars 1791 Christian Antony Kraag, originaire de Zundert. Dont un enfant. Elle épousa en secondes noces à Bergen op Zoom le 2 avril 1809 Christoffel Meerman dont un autre enfant. Anna Straatman mourut en couches.
  - Marie Straatman, baptisé à Bergen op Zoom le 5 janvier 1772, épousa à Bergen op Zoom le 28 octobre 1792 Nicolas Govertsz. Augustijn, slager (boucher), dont postérité[2].

III. Arnold Straatman, baptisé à Middelbourg le 15 décembre 1760, fut « koopman » à Bergen op Zoom d’après les recensements de 1812 et 1830, décéda à Bergen op Zoom le 16 janvier 1851, où il avait épousé le 9 juin 1794, Anna Maria Vetten, issue d’une vieille famille de maîtres potiers, fille de Nicolas Vetten, maître-potier, né le 5 septembre 1734 à Bergen op Zoom, et de Anna Huart (sœur de l'homme politique patriote Willem Huart), baptisée le 24 février 1743 à Bergen op Zoom (mariage le 29 juin 1767); petite fille de Nicolas Huart, conseiller au large Conseil de Bergen op Zoom, baptisé le 1er mars 1719 à Bergen op Zoom et de Anna Maria van Heimberg (mariés le 6 mai 1742 à Bergen op Zoom); arrière-petite-fille d'Olivier Huart et de Anna Haagedoorn.
Arnold Straatman et Anna Maria Vetten eurent, tous nés à Bergen op Zoom :
- Nicolas Straatman, baptisé le 14 décembre 1796 (Église Réformée) (tt. Nicolas Vetten et Anna Huart). Il était en 1812 « commis au bureau des droits réunis » à Bergen op Zoom. En 1830 il n’apparaît plus dans les registres de la population. Le registre des personnes ayant quitté la ville n’existant que depuis 1818, l’on peut estimer qu’il a quitté Bergen op Zoom entre 1812 et 1818.

- Jean Straatman, baptisé le 13 août 1800 (tt. Nicolas Vetten et Jeanne Vetten), décédé à Ypres (Belgique) le 18 mai 1821 âgé de 20 ans, à six heures du matin dans la caserne rue Notre Dame, n°2. Il était sergent-major près la Compagnie École de la 16e division d’infanterie en garnison en cette ville.

- Lambert Straatman, qui suit sous IV.

- Anna Straatman, épousa à Bergen op Zoom, le 12 mars 1829, Govert Marinus Govertz. Augustijn, né le 3 avril 1803, décédé le 13 mai 1879, « pottenfabrikant » à Bergen op Zoom[3].

- Goverdina Jacoba Straatman, née vers 1809, épousa à Bergen op Zoom le 4 novembre 1830, Joan Christian Verkouteren, imprimeur-libraire, né à Bergen op Zoom vers 1805, fils de Jacques Verkouteren ou van Kouteren (1774- vers 1845), « imprimeur de la ville » et de Wilhelmina Klercq. (tt. Cornelis Arnoldus Verkouteren, fabricant de plumes, frère du comparant[4] ; Govert Marinus Augustijn, potier, beau-frère de la comparante; Govert Vetten, potier; Cornelis van Dort, charpentier, tous deux oncles de la comparante.)

IV. Lambert Straatman, commissionnaire-expéditeur, affréteur, agent d’assurances maritimes et en douane, armateur  à Bruxelles (Quai au Bois à Brûler, 37) et à Anvers (Quai St Pierre, 11), né à Bergen op Zoom le 14 octobre 1802, décédé à Ixelles le 18 avril 1888, épousa à Bruxelles le 11 mars 1826, Marie-Sophie Fautier, née à Amsterdam le 8 juin 1802 (baptisée même jour à la Chapelle Française, Franse Kapel), décédée à Bruxelles le 8 novembre 1878, fille de Pierre Joseph Fautier né en 1771 à Gardencourt (Pays ignoré) et décédé à Bruxelles le 12 avril 1826 (fils de Louis Fautier et de Marie Legendre) et de Marie Adrienne van der Burch, née en 1778 à Gorcum (Gorinchem), Pays-Bas et décédé le 29 décembre 1845 à Bruxelles.

## Descendance de Lambert Straatman

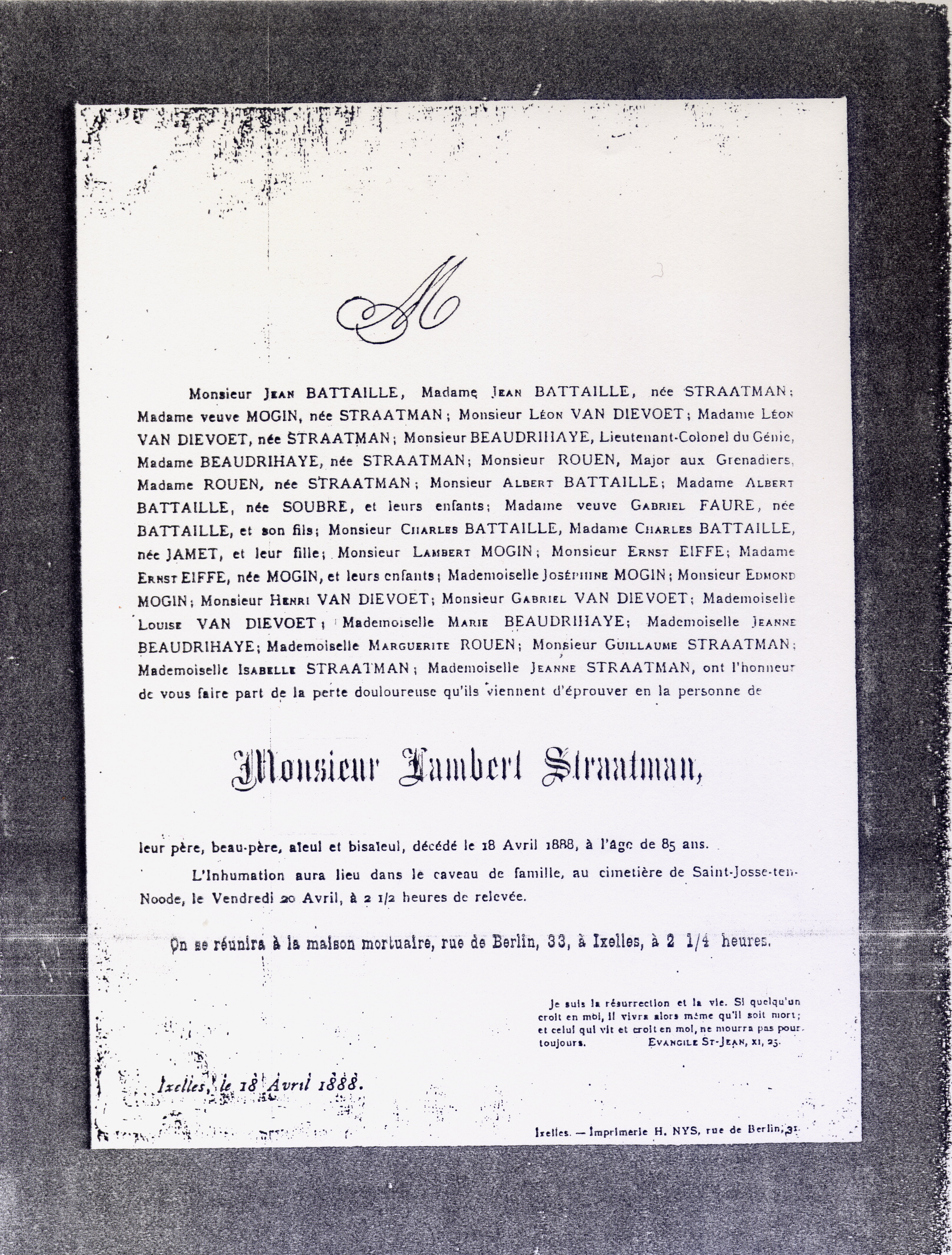
Faire-part du décès de Lambert Straatman décédé rue de Berlin, 33 (actuellement rue d'Alsace-Lorraine) à Ixelles le 18 avril 1888.

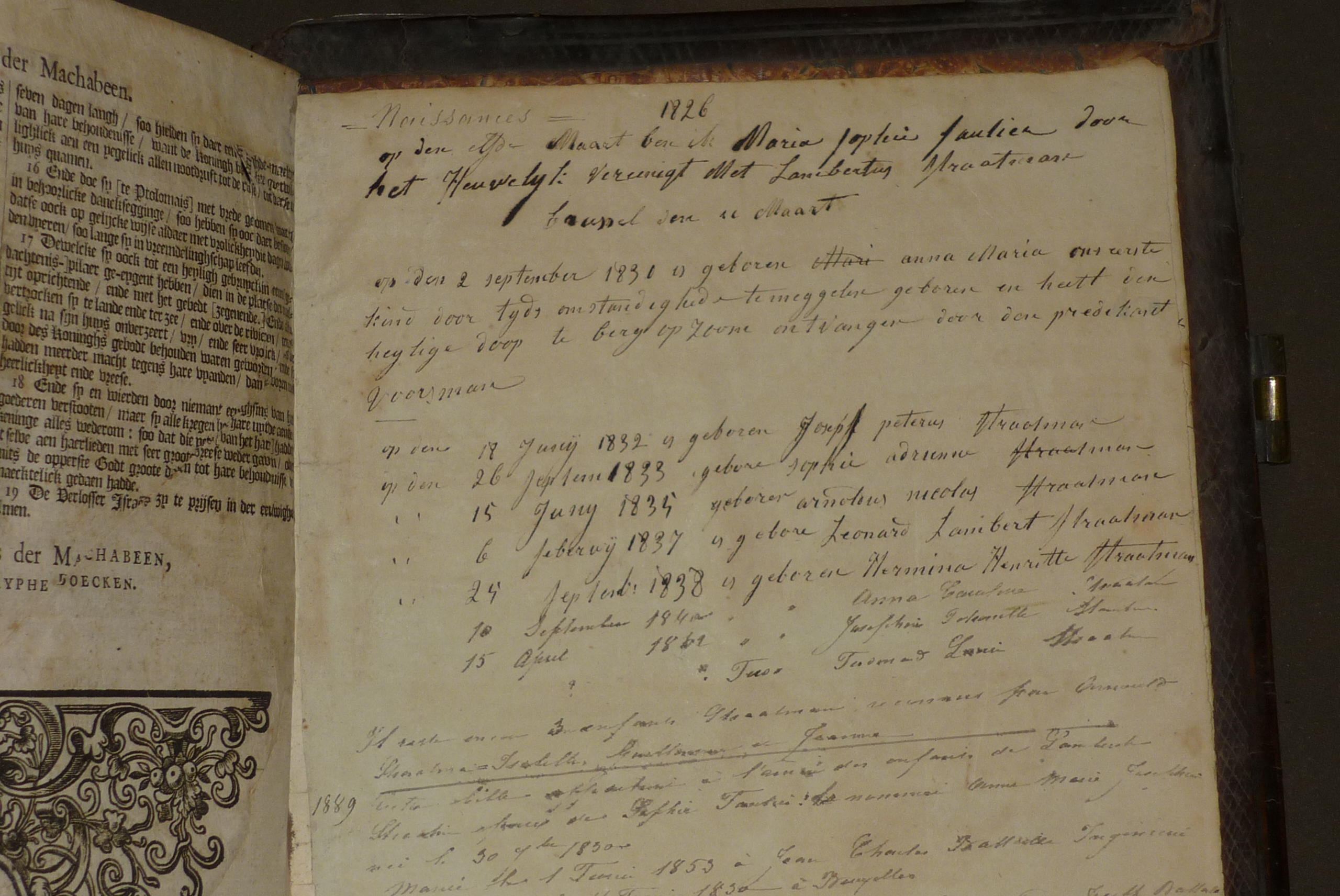
Livre de raison de Sophie Fautier épouse de Lambert Straatman, écrit dans la Bible familiale dès 1826, indication des naissances.

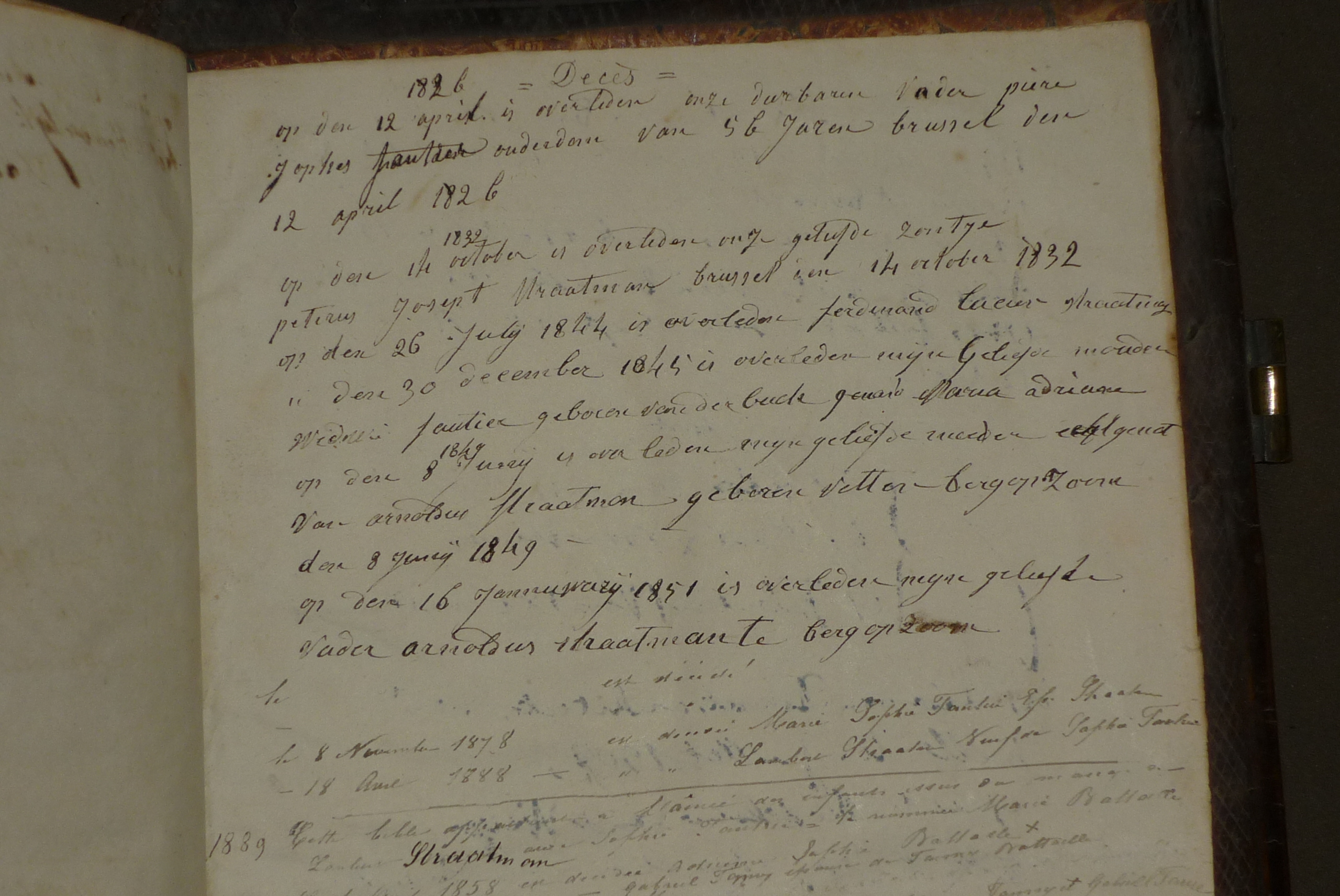
Livre de raison de Sophie Fautier épouse de Lambert Straatman, écrit dans la Bible familiale dès 1826, indication des décès.

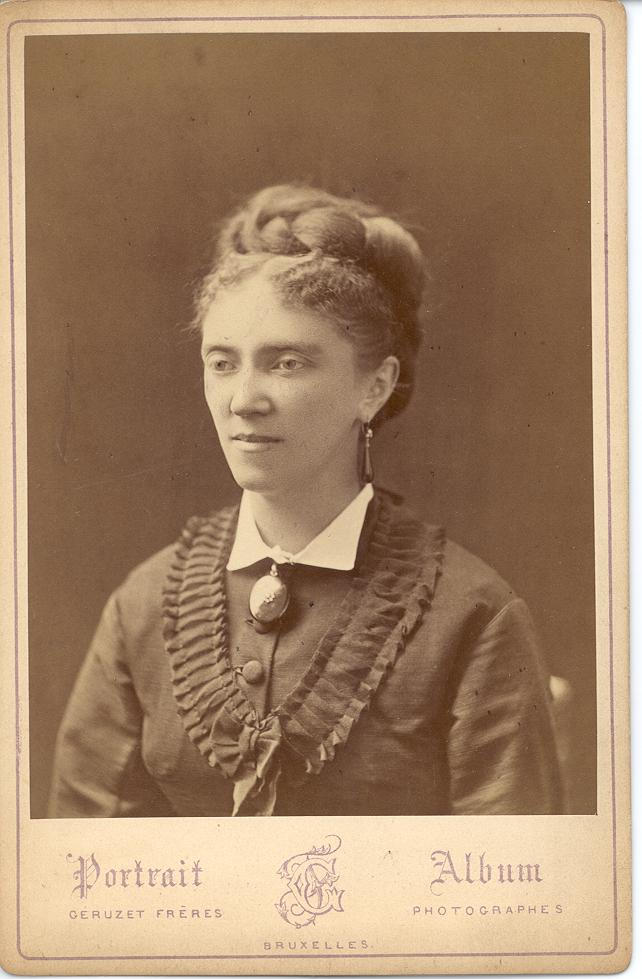
Hermine Straatman (1838-1917), épouse de Léon Philippe Van Dievoet.

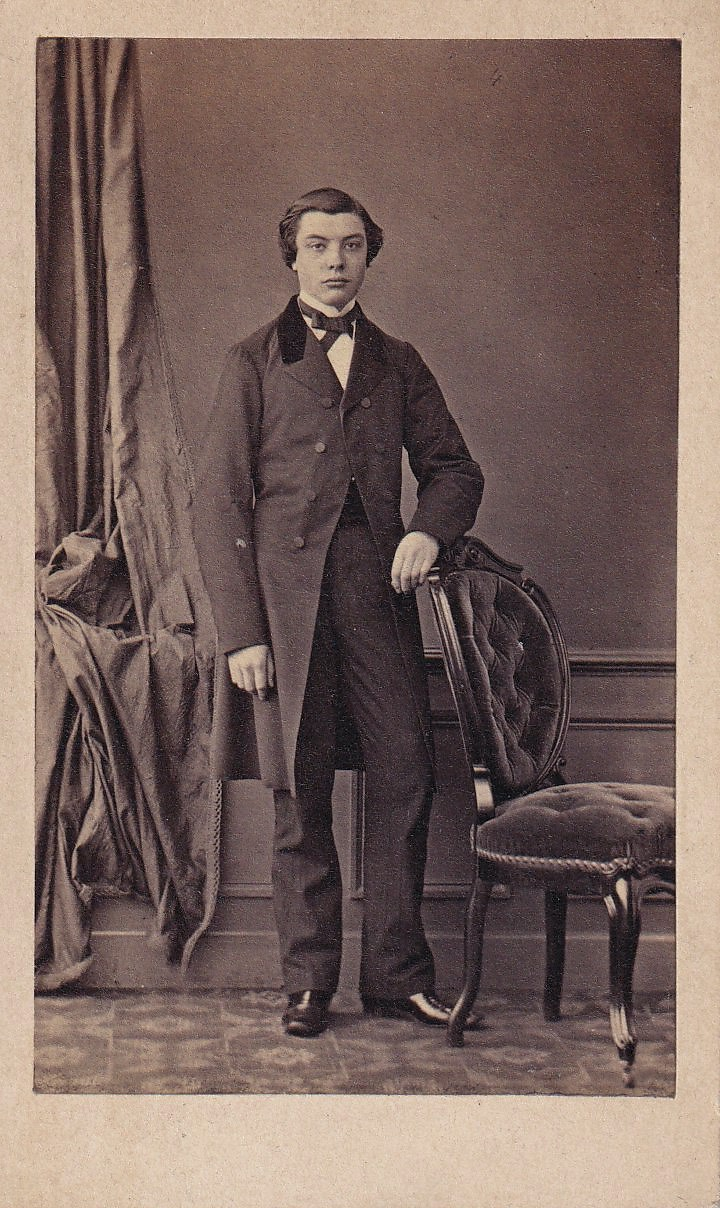
Léon Philippe Van Dievoet (1838-1908), époux de Hermine Straatman.

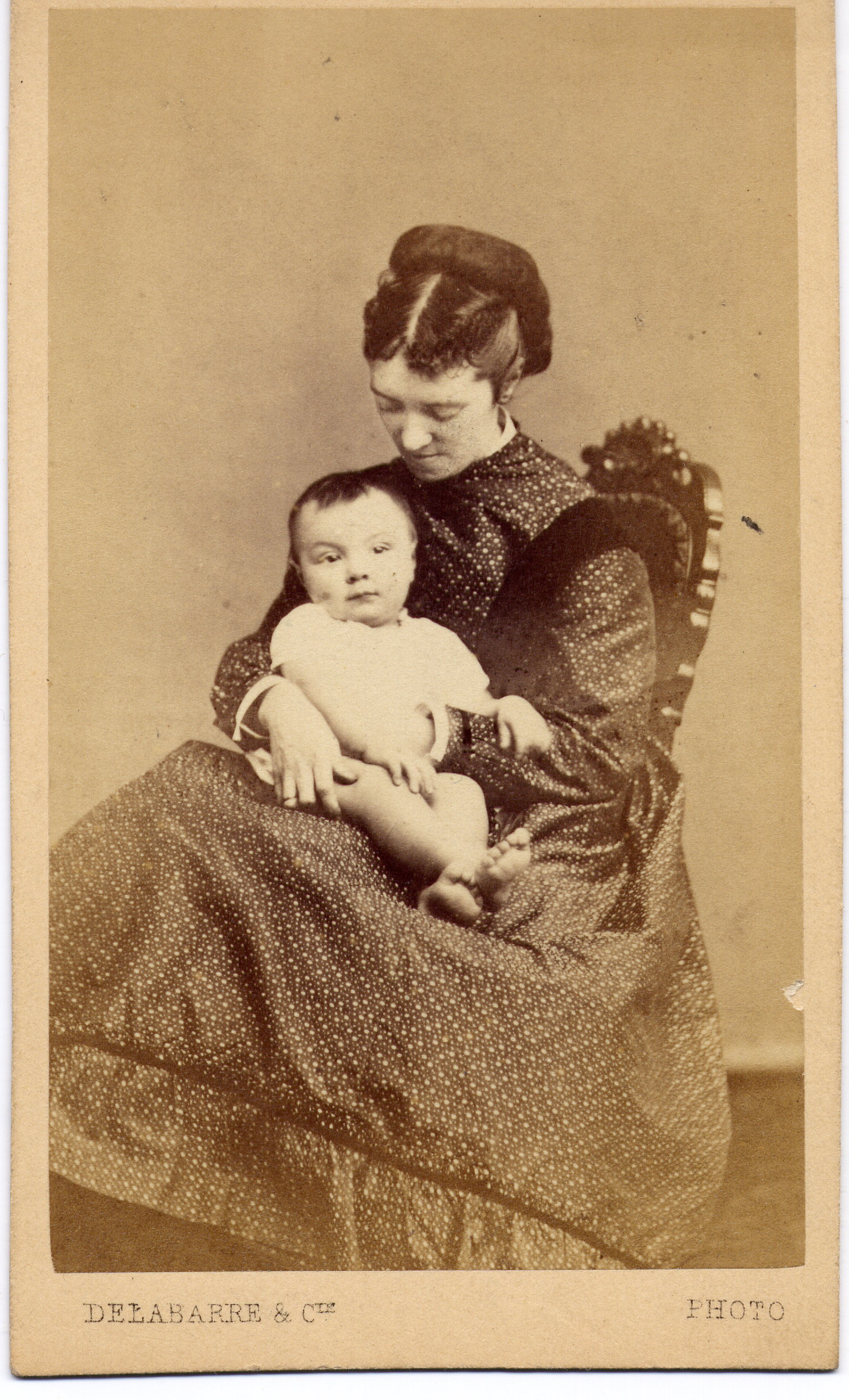
Hermine Straatman tenant son enfant Henri Van Dievoet.

I. Lambert Straatman, CN, commissionnaire-expéditeur, affréteur, agent d’assurances maritimes et en douane, armateur, à Bruxelles (Quai au Bois à Brûler, 36) et à Anvers (Quai St Pierre, 11), né à Bergen op Zoom le 14 octobre 1802, fils de Arnold et de Anne Marie Vetten, décédé à Ixelles le 18 avril 1888, épousa à Bruxelles le 11 mars 1826, Marie-Sophie Fautier, née à Amsterdam le 8 juin 1802 (baptisée même jour à la Chapelle Française), décédée à Bruxelles le 8 novembre 1878, fille de Pierre Joseph Fautier né en 1771 à Gardencourt (France) et décédé à Bruxelles le 12 avril 1826 (fils de Louis Fautier et de Marie Legendre) et de Marie Adrienne van der Burch, née en 1778 à Gorcum (Gorinchem), Pays-Bas et décédé le 29 décembre 1845 à Bruxelles.
dont :
- Anne Marie Joséphine Straatman, membre effectif (1873 à 1881) de la Société royale de philanthropie, née le 2 septembre 1830 à Malines dans une péniche « door tijds omstandigheden », épousa à Bruxelles le 1er février 1853 (acte 104) Jean Charles Battaille, architecte-ingénieur, chevalier de l’ordre de Léopold, de l’ordre de Saint-Stanislas, de l’Ordre de Sainte-Anne de Russie, de l’ordre de Saint-Alexandre de Bulgarie, né à Saint-Josse-ten-Noode le 14 février 1830 décédé au large d’Alexandrie (Égypte) le 16 avril 1889, fils de Pierre-Michel Battaille, 1801-1886, contrôleur du Cadastre au Ministère des Finances, et de Jeanne Françoise Frédérique Hubertine Strauch, 1806-1880. Leur descendance suit sous II bis.

- Joseph Pierre Straatman, né le 18 juin 1832, décédé le 14 octobre 1832.

- Sophie Adrienne Straatman, née le 26 septembre 1833, décédée le 10 février 1889, épousa le 29 juillet 1858, Charles Jacques Mogin, sous lieutenant d’artillerie puis commissionnaire-expéditeur (firme Straatman) né à Bruxelles le 4 juin 1834, décédé le 19 avril 1877. Leur descendance suit sous II ter

- Arnould Nicolas Straatman, né le 15 juin 1835, qui suit sous II.

- Léonard Lambert Straatman, né le 6 février 1837.

- Hermine (Mina) Henriette Staatman, née à Bruxelles le 25 septembre 1838, décédée à Saint-Gilles le 21 février 1917, épousa à Bruxelles le 3 décembre 1867, Léon Philippe Van Dievoet, armateur, commissionnaire-expéditeur par eau (associé de Lambert Straatman), né à Bruxelles le 5 février 1838 et décédé à Forest le 26 juin 1908, fils d’Eugène Van Dievoet et d’Hortense Poelaert (sœur du célèbre architecte), petit-fils de Jean-Louis et de Jeanne Wittouck, arrière-petit-fils de Jean-Baptiste et de Anne-Marie Lambrechts, arrière-arrière-petit-fils de Jean-Baptiste et d’Elisabeth van der Meulen, arrière-arrière-arrière-petit-fils de Jean-Baptiste van Dievoet, négociant en vins, né à Bruxelles le 6 mars 1663, et de Anne van der Borcht sœur du poète néo-latin Petrus van der Borcht. Leur descendance suit sous II quater :

- Anna Carolina Straatman, née le 10 septembre 1840, épousa le 2 mai 1865 Jean Prosper Beaudrihaye, général major du génie, gouverneur militaire de la position fortifiée de Liège, commandeur de l’ordre de Léopold, croix militaire de 1re classe, né à Verviers le 12 décembre 1836 décédé à Liège le 22 août 1898, fils de Jean-Servais, ancien professeur à l’École industrielle et littéraire de Verviers, 1809-1875, et de Marie-Joseph Ortmans. Leur descendance suit sous II quinquies.

- Joséphine (José) Pétronelle Straatman, née le 15 avril 1842,  elle habita en sa vieillesse dans le home rue du Collège à Ixelles, accidentée chaussée d'Ixelles elle fut transportée à l'hôpital Militaire où elle mourut en 1915, épousa à Bruxelles le 30 avril 1862 Charles Auguste Jean Baptiste Rouen, lieutenant-général des grenadiers et historien militaire, né à Anvers le 9 juillet 1838, auteur d’un livre réputé: L’Armée Belge. Exposé historique de son organisation, de ses costumes et uniformes, de son armement et de sa tactique depuis les temps primitifs jusqu’à nos jours, Bruxelles, Lyon-Claesen, 1896, fils de Guillaume, capitaine au 6e régiment de ligne, ancien cadet aux hussards de Croy, et d’Henriette Elius. Leur descendance suit sous II sexies.

- Ferdinand Lucien Straatman, décédé le 26 juillet 1844.

### II. Descendance d'Arnould Straatman

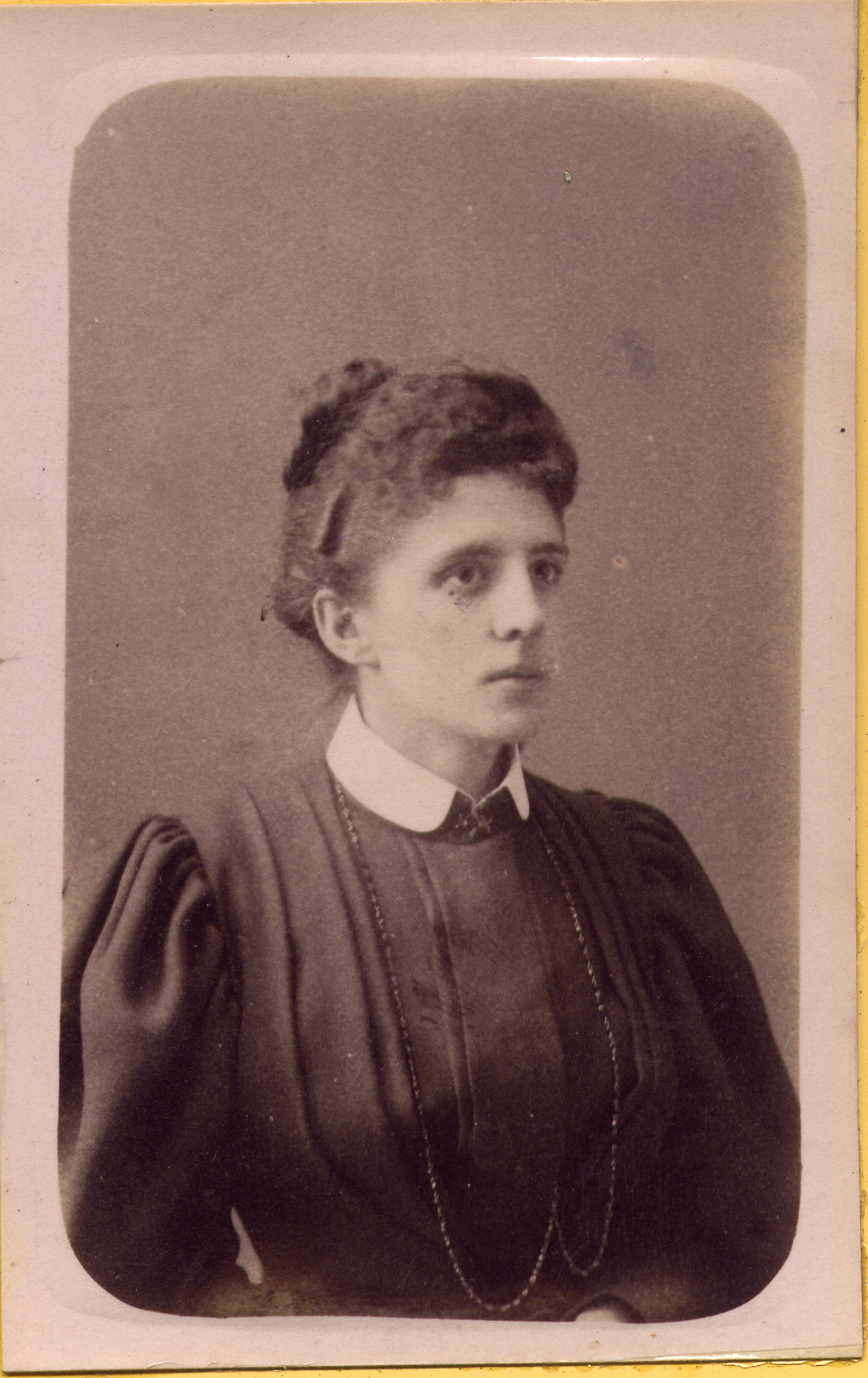
Isabelle Straatman, épouse du sinologue Charles Michel.

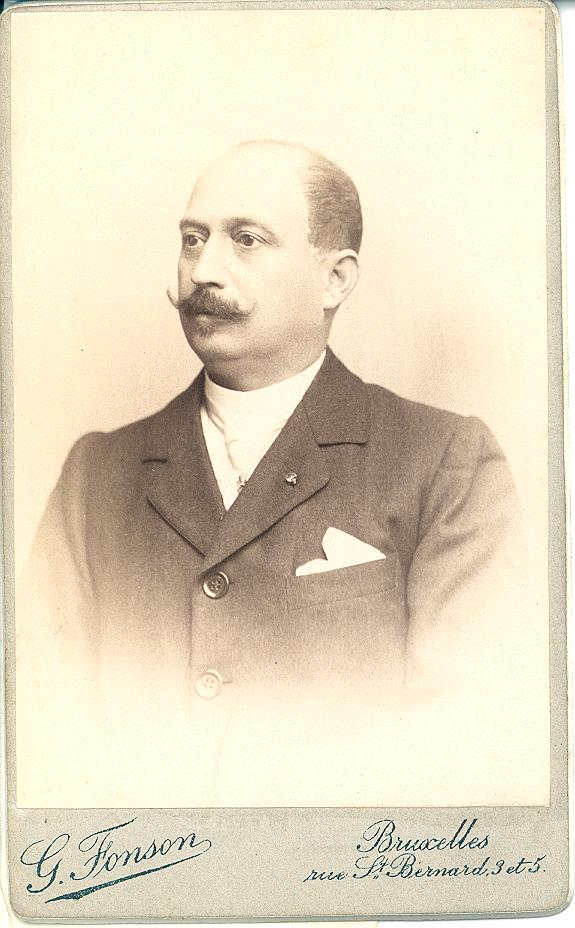
Le sinologue belge Charles Michel époux d'Isabelle Straatman.

II) Arnould Nicolas Straatman, né le 15 juin 1835, décédé le 10 mars 1877, épousa à Laeken Marie Joséphine Bridoux, née à Bouillon en août 1842, fille de Jean-Baptiste et de Alexis Durmoir. Dont :
- Marie Octavie Pétronille Camille Hermance Françoise Joséphine Henriette Charlotte dite Isabelle Straatman à Saint-Josse ten Noode le 30 octobre 1865, qui épousa le sinologue et diplomate Charles Pierre Michel, fils de Pierre et de Jeanne Jacqueline Adriaenssens, né à Flessingue (Hollande) le 9 janvier 1853 décédé en sa demeure Grand-Place à Bourgeois (Rixensart), le 26 juillet 1920. Dont deux fils :
  - Paul F. Michel, « chef de service des Ets. Maurice Fievez »,
  - Carl Michel, médecin sur un bateau.

- Guillaume Julien Straatman, né à Saint-Josse-ten-Noode le 11 décembre 1867. Il suit sous III.

- Jeanne Françoise Straatman, née à Laeken le 15 janvier 1871 qui épousa le ... comte Fernand du Bois de Dunilac ( Suisse), fils de Gustave Eugène du Bois de Dunilac et de Louise Henriette Augustine de Pury, et petit-fils de Henri François du Bois de Dunilac et Rose-Marie Bovet et de Charles-Auguste de Pury et Sophie Marie Anne Marianne de Pourtalès. Dont:
  - Marcel du Bois de Dunilac qui épousa en 1940 Jacqueline de Haan (1901-1985). Dont :
    - Pierre du Bois de Dunilac, professeur d'université, écrivain et politologue.

III) Guillaume Julien Straatman, né à Saint-Josse-ten-Noode le 11 décembre 1867. Dernier de son nom.

### II bis. Descendance Battaille-Straatman

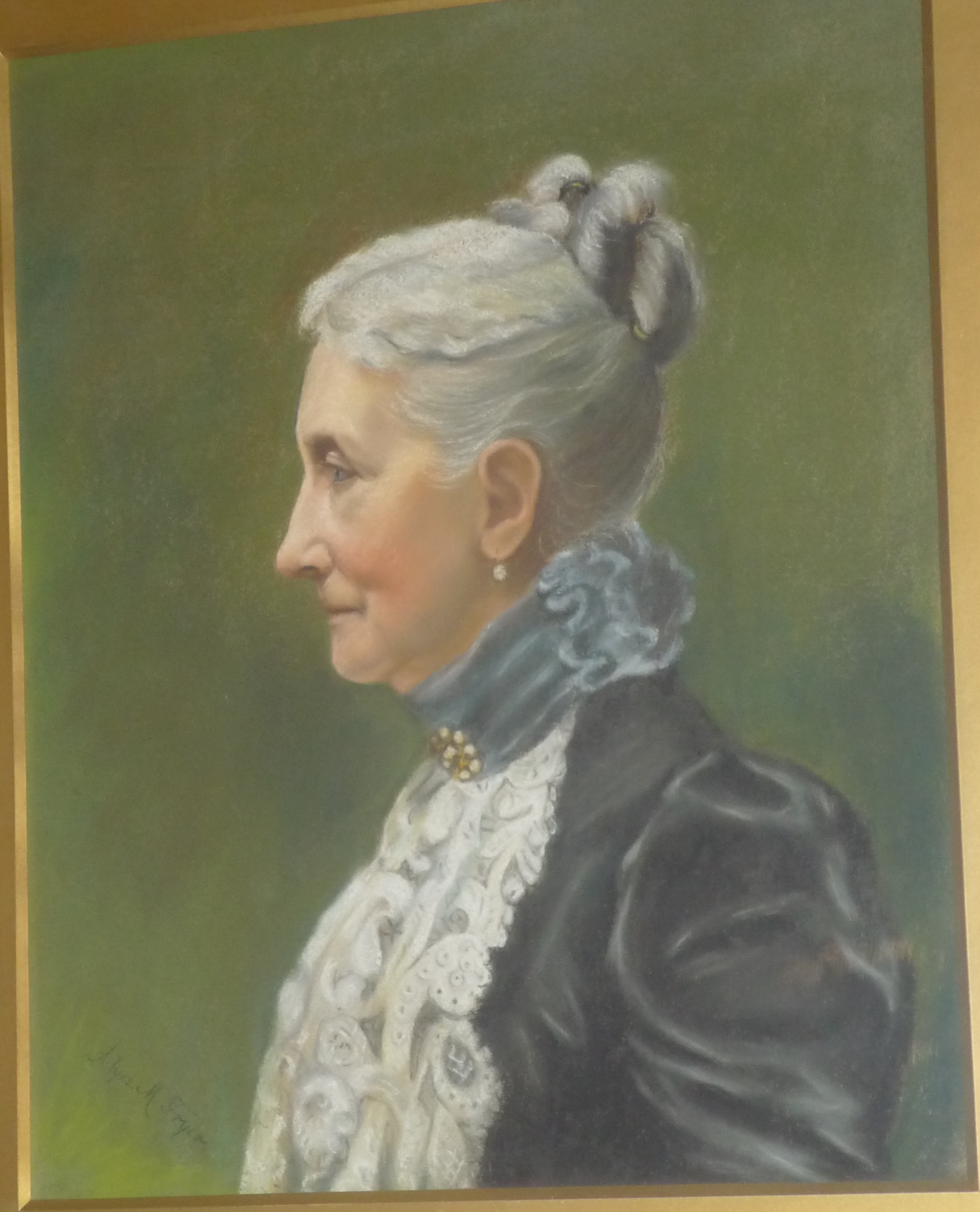
Portrait au pastel de Anne-Marie Straatman (1830-), membre effectif de la Société royale de philanthropie, épouse de l'ingénieur Jean-Charles Battaille (1830-1889), fille de Lambert Straatman et de Sophie Fautier. (Pastel par Alyce M. Fryer).

II bis : Anne Marie Joséphine Straatman, membre effectif (1873 à 1881) de la Société royale de philanthropie, née le 2 septembre 1830 à Malines dans une péniche « door tijds omstandigheden », épousa à Bruxelles le 1er février 1853 (acte 104) Jean Charles Battaille, architecte-ingénieur, chevalier de l’ordre de Léopold, de l’ordre de Saint-Stanislas, de l’Ordre de Sainte-Anne de Russie, de l’ordre de Saint-Alexandre de Bulgarie, né à Saint-Josse-ten-Noode le 14 février 1830 décédé au large d’Alexandrie (Égypte) le 16 avril 1889, fils de Pierre-Michel Battaille, 1801-1886, contrôleur du Cadastre au Ministère des Finances, puis receveur des contributions honoraire, et de Jeanne-Françoise Frédérique Hubertine Strauch, 1806-1880. Il s'occupa de la construction de chemins de fer en de nombreux pays, Russie, Bulgarie.
En Belgique il demanda la construction et la concession d'une ligne destinée à relier aux hauts fourneaux et usines de l'amont de Liége ainsi qu'au bassin houiller de cette ville les exploitations de minerais de fer de Comblain, Xhoris, Ville et environs ainsi que d'une ligne de chemin de fer direct de Termonde à St Nicolas.
Dont :
- Albert Pierre Joseph Battaille, ingénieur des mines, né à Bruxelles le 30 novembre 1853 épousa à Liège le 28 décembre 1876, Françoise Elisabeth Soubre, née à Liège le 13 juin 1854 (baptisée paroisse Sainte- Croix). Dont :
  - Paul Battaille, directeur des Tramways de Liège, épousa Régine Massart, dont :
    - Jean Battaille, épousa Simone Fauret. Dont :
      - Ghislaine Battaille (née le 4 octobre 1931 à Santago de Chile), épousa Daniel Pasteel (né le 22 octobre 1932 à Etterbeek) et eurent trois fils : Philippe, Michel et Pierre Pasteel
      - Huguette Battaille, épousa Léopold Gouverneur.

    - Régine Battaille
    - Suzy Battaille, épousa Raymond Henderick. Dont :
      - Annie Hendrick
      - Paul Henderick
      - Pierre Henderick

    - Albert Battaille

  - Marguerite Marie Charlotte (dite Adine) Battaille, née à Liège le 30 août 1881, épousa à Liège (Ougrée), le 14 mars 1900, Alfred Charles Hubert Jules Janssen, ingénieur, né à Cologne le 11 octobre 1864 ; et en secondes noces Albert Courard. Dont du premier lit :
    - Maurice Raymond Hubert Albert Janssen né à Ougrée (Liège), le 21 décembre 1900, décédé en 1986.
    - Pierre Georges Henri Hubert Janssen, né à Liège le 26 décembre 1908.

  - Lucy Battaille, épousa Henrik Swinne
- Fanny Battaille, née à Bruxelles le 19 mai 1855, épousa à Saint-Josse-ten-Noode le 2 septembre 1875 (témoins :  Georges Brugmann, banquier, Georges de Laveleye, propriétaire, président de la Banque de Bruxelles, Léopold Valentin, ingénieur et Michel D'Ignatins, rentier à Saint-Pétersbourg), Gabriel Faure, banquier, né à Avignon le 26 mars 1844, fils de feu Marie Louis Prosper Faure, mort le 29 avril 1874 à Sorgues (Vaucluse), et de Jeanne-Stéphanie Escoffier, propriétaire. Dont :
  - Stéphane Faure, né le 24 janvier 1882 et décédé à Ixelles le 3 mai 1958, épousa Mathilde (dite Madeleine) Maunier, née à Nantes en 1876 et décédée à Ixelles le 16 mai 1970. Dont :
    - Ghislaine Fanny Hélène Jacqueline Faure, épousa Marcel Rivoiron, décédé à Saint-Vallier le 1er mars 1953. Dont descendance.
- Charles Herman Battaille, ingénieur, né à Pétrograd le 2 février 1861, décédé à Paris 17e, le 24 février 1917, épousa en premières noces Marie Louise Jamet, (mariage dissous le 26 février 1898) et épousa en secondes noces à Bruxelles le 22 février 1899, Eugénie (Génia) Vassilievna  Pravednaya, revenue vers 1921 en Belgique, née à Saint-Petersbourg le 3 novembre 1871, fille de Basile Andreev Pravednaye né à Kiev en 1817 et de Marie Ivanova Grass, née à Petrograd en 1830. Dont du second mariage :
  - Hélène (Lola) Battaille, née à Saint-Pétersbourg le 26 août 1899 et morte à Mandelieu le 18 août 1980, épousa à Ixelles le 13 mars 1920, le Docteur Arthur Tacquin, médecin, océanographe et explorateur, ils s’établirent au Maroc. Dont deux fils :
    - John Tacquin né en 1921, pilote d'avion, héros de la RAF lors de la guerre 1940-45, né à Mogador (Maroc) le 10 avril 1921, épousa Marie Paule Nolte.
    - Georges Tacquin (1927-1999), épousa Henriette Challandes. Dont postérité[8].

#### II ter. Descendance Mogin-Straatman

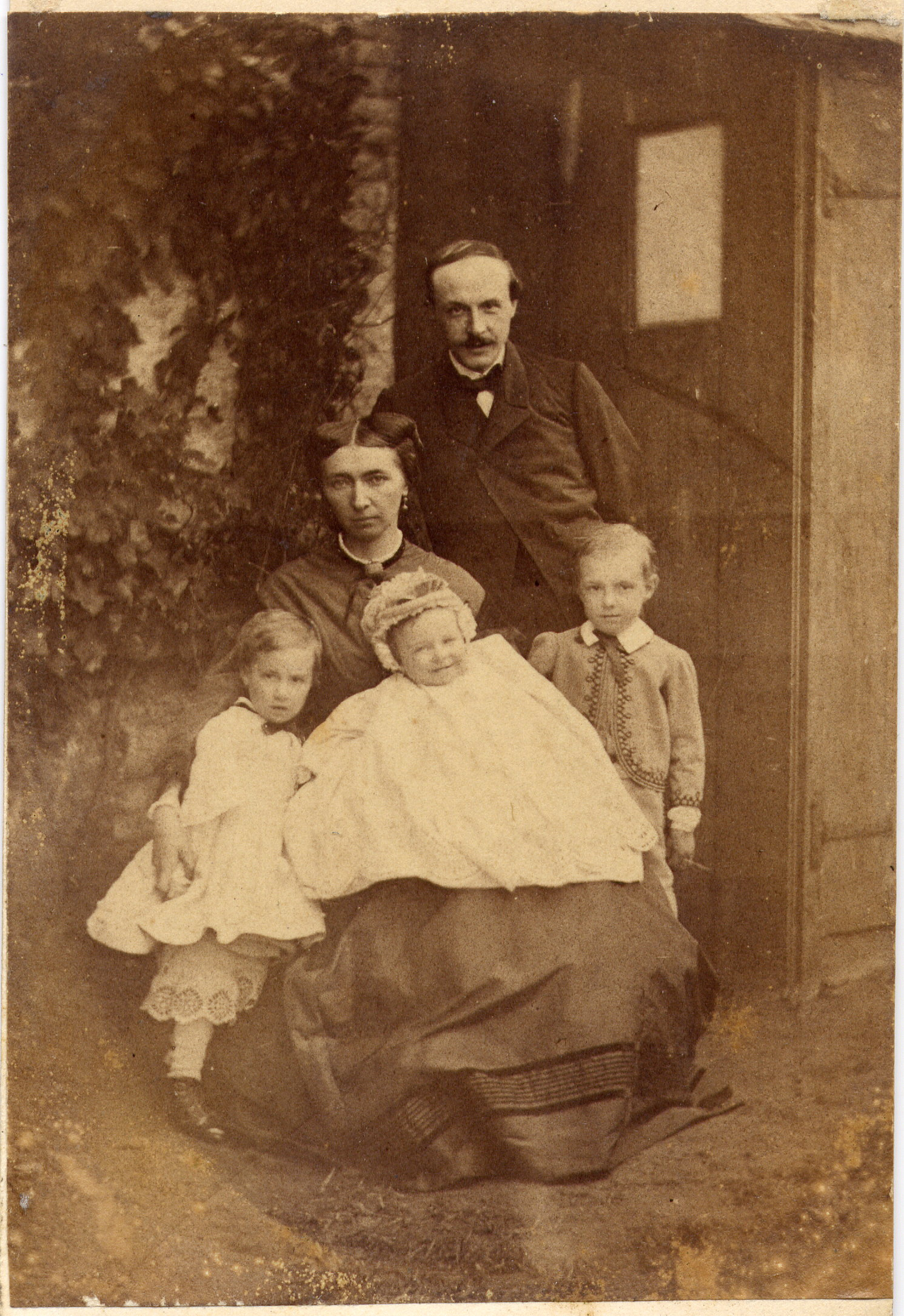
Charles Mogin (1834-1877) avec son épouse Sophie Straatman (1833-1889) et leurs enfants.

II ter) Sophie Adrienne Straatman, née le 26 septembre 1833, décédée le 10 février 1889, épousa le 29 juillet 1858, Charles Jacques Mogin, sous lieutenant d’artillerie puis commissionnaire-expéditeur (firme Straatman) né à Bruxelles le 4 juin 1834, décédé le 19 avril 1877.
Dont :
- Lambert Mogin, né le 28 mai 1859
- Jeanne Mogin, née le 17 avril 1861, épousa le 21 janvier 1882, Ernst Eiffe, Allemand venu jeune homme apprendre le commerce chez Lambert Straatman, né à Hambourg le 23 mai 1855, décédé à Anvers le 27 février 1914.
- Josy (Joséphine Jeanne Charlotte) Mogin, née le 3 août 1867, décédée en 1935, épousa le 16 novembre 1889, Willy (Guillaume Auguste) Eiffe, né le 5 avril 1864, décédé le 21 mars 1898, dont :
  - Emmy Eiffe épouse du baron Francis Delbeke.
  - Annie Eiffe épouse de Edmond Borin
- Edmond Mogin, né le 7 novembre 1869, mort[9] à Anvers, rue de la Pacification, 62, le 4 avril 1923[10].

#### II quater. DescendanceVan Dievoet-Straatman

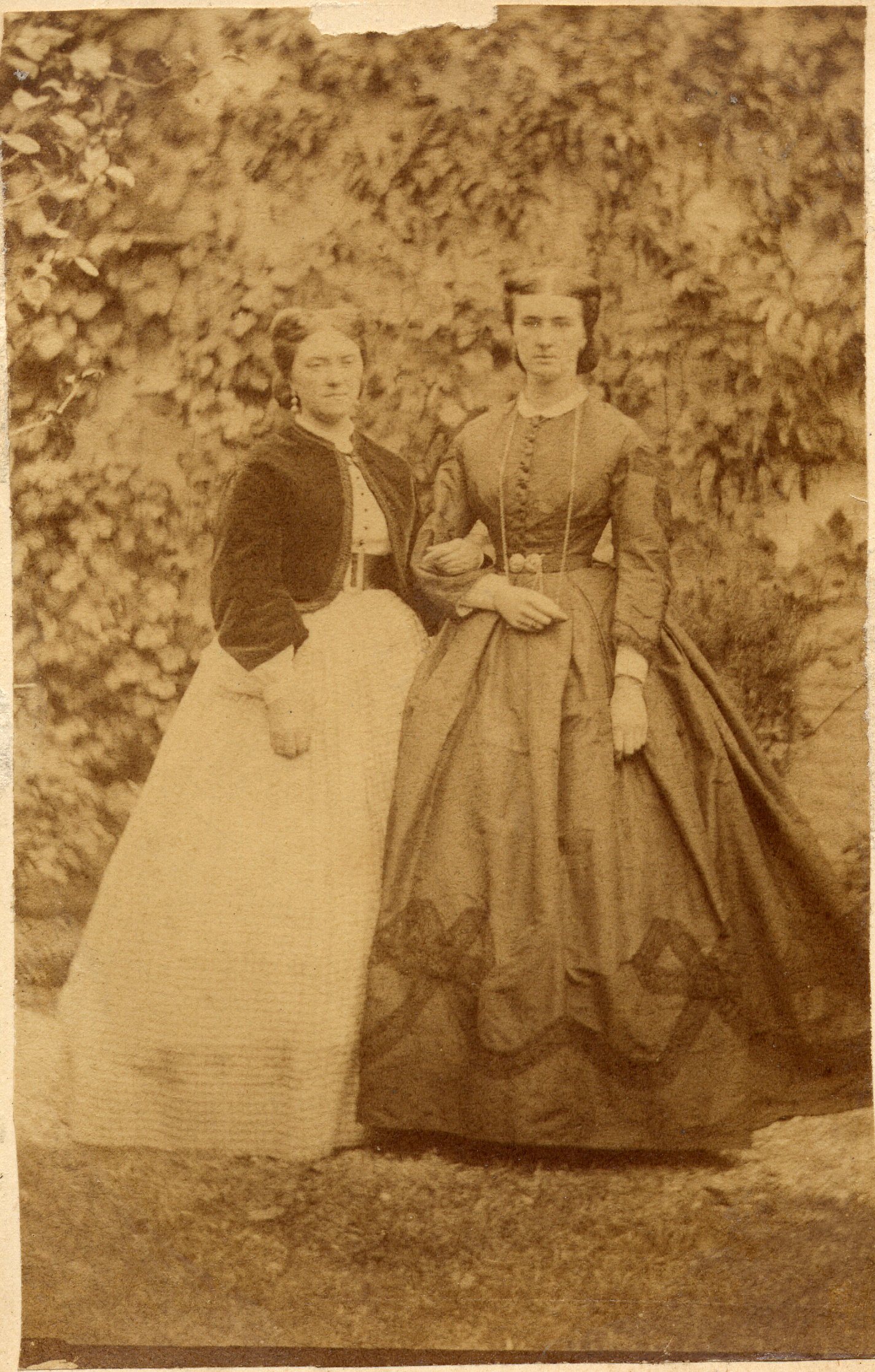
À gauche, Hermine Straatman (1838-1917) épouse de Léon Philippe Van Dievoet (1838-1908) en compagnie de sa sœur Anna Straatman épouse du général Prosper Beaudrihaye.

Hermine (Mina) Henriette Straatman, née à Bruxelles le 25 septembre 1838, décédée à Saint-Gilles le 21 février 1917, épousa à Bruxelles le 3 décembre 1867, Léon Philippe Van Dievoet, commissionnaire-expéditeur par eau, armateur, (associé de Lambert Straatman), né à Bruxelles le 5 février 1838 et décédé à Forest le 26 juin 1908, fils d’Eugène Van Dievoet, juge au tribunal de Commerce de Bruxelles, et d’Hortense Poelaert (sœur du célèbre architecte), petit-fils de Jean-Louis Van Dievoet, secrétaire du Parquet de la Cour de Cassation, et de Jeanne Wittouck.
Dont postérité de Léon Van Dievoet et Hermine Straatman :
- Henri Van Dievoet (1869-1931), architecte, épousa en 1894, Eugénie Masson (1872-1943). Dont :
  - Paul Van Dievoet (1896-1947), architecte, architecte de la commune de Schaerbeek[11],[12].
  - Germaine Van Dievoet(1899-1990), championne belge de natation, médaille de bronze du Mérite Sportif, participa aux Jeux olympiques d'Anvers de 1920, épousa en 1937, Willy Dessecker (1901-1996).
- Gabriel Van Dievoet (1875-1934), décorateur Art nouveau, épousa en 1905, Alice Demets (1878-1945). Dont :
  - Léon Van Dievoet (1907-1993), architecte, premier vice-président fondateur de la S.A.D.Br. en 1936, chevalier de l'ordre de Léopold et chevalier de l'ordre de la Couronne, épousa en 1943, Madeleine Vande Weyer (1916-2000).
  - René Van Dievoet (1908-1978), sculpteur[13], ancien élève de l'Académie royale des beaux-arts de Bruxelles (atelier Rombaux) et de l'Académie de Saint-Gilles (atelier Léandre Grandmoulin), épousa en 1941, Yvonne Beauclercq (1916-2006).
  - Valentine Van Dievoet (1914-2005), épousa en 1936, Ernest Froment (1903-1982).
- Louise Van Dievoet (1880-1964), épousa le 21 janvier 1905, André Gachassin-Lafite, vicomte d'Orthez (1868-1924). Dont e. a. :
  - Jacques Gachassin-Lafite, vicomte d'Orthez (né le le 30 novembre 1905 à Ixelles, mort le 5 janvier 1989), épousa en 1951, Moira Lister (1923-2007), actrice et écrivaine sud-africaine.

#### II quinquies. Descendance Beaudrihaye-Straatman
II quinquies) Anna Carolina Straatman, née le 10 septembre 1840, épousa le 2 mai 1865 Jean Prosper Beaudrihaye, général major du génie, gouverneur militaire de la position fortifiée de Liège, commandeur de l’ordre de Léopold, croix militaire de 1re classe, né à Verviers le 12 décembre 1836 décédé à Liège le 22 août 1898, fils de Jean-Servais, ancien professeur à l’École industrielle et littéraire de Verviers, 1809-1875, et de Marie-Joseph Ortmans. Dont :
- Sophie Beaudrihaye, épousa le notaire Jules Perot. Dont :
  - Suzanne Perot (1893-1984), épousa à Harzé le 9 avril 1912, Georges Chaudoir, maître tapissier et peintre cartoniste, qui fit revivre le dernier atelier de haute-lisse bruxellois au 56, rue des Ailes à Schaerbeek, né à Liège le 28 janvier 1890 et décédé au château de Chairière-sur-Semois le 30 août 1969, fils de Maurice Chaudoir, docteur ès-sciences physiques et mathématiques et ingénieur-électricien, et d'Adélaïde Roberti. Suzanne Perot seconda son mari dans son activité de maître-tapissier et continua après sa mort à faire vivre cette entreprise.

#### II sexies. Descendance Rouen-Straatman

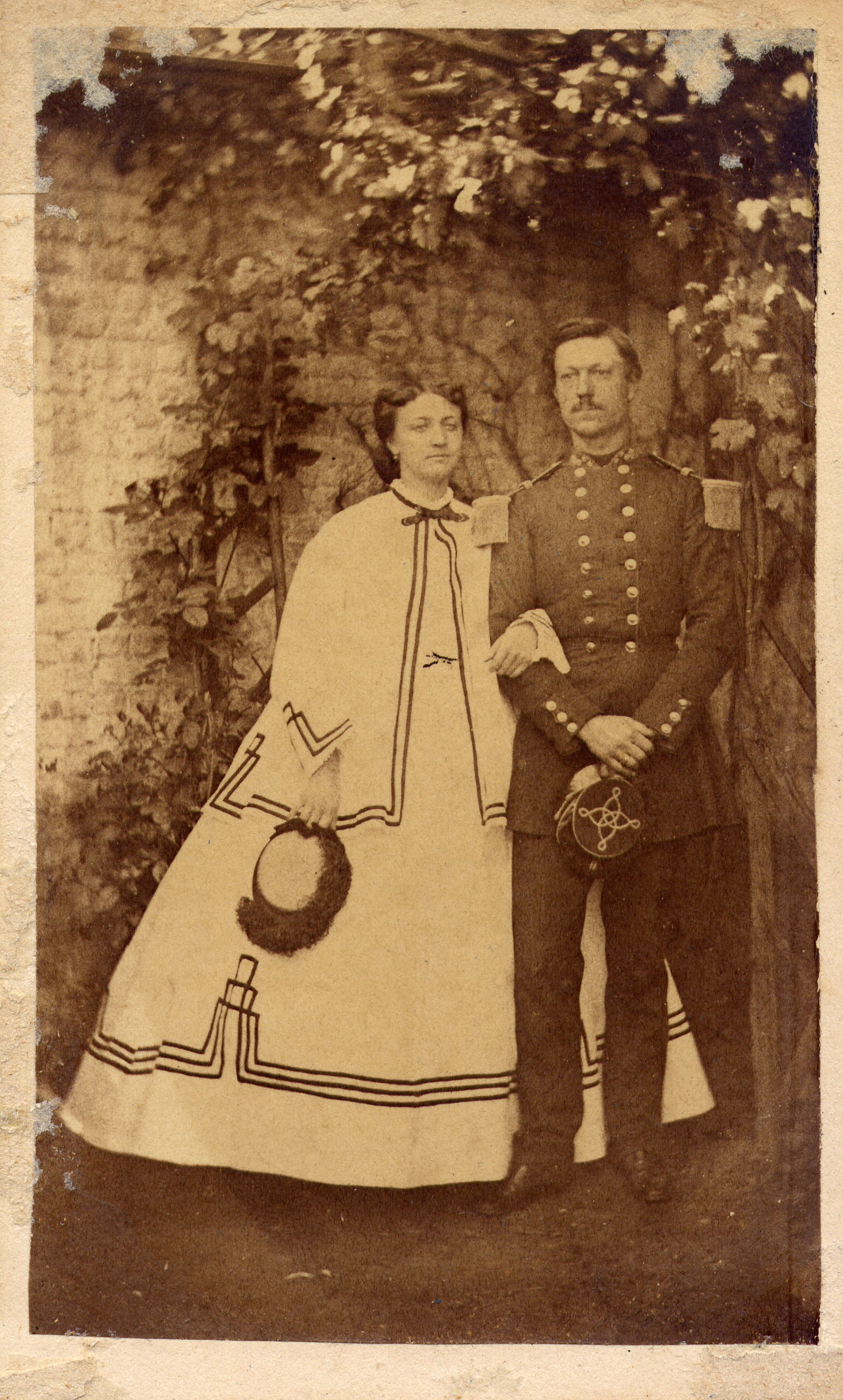
José Straatman et son mari Charles Rouen.

II sexies : Joséphine (José) Pétronelle Straatman, née le 15 avril 1842, épousa à Bruxelles le 30 avril 1862 Charles Auguste Jean Baptiste Rouen, lieutenant-général des grenadiers et historien militaire, né à Anvers le 9 juillet 1838, auteur d’un livre réputé: L’Armée Belge. Exposé historique de son organisation, de ses costumes et uniformes, de son armement et de sa tactique depuis les temps primitifs jusqu’à nos jours, Bruxelles, Lyon-Claesen, 1896, fils de Guillaume, capitaine au 6e régiment de ligne, ancien cadet aux hussards de Croy, et d’Henriette Elius.
Ils eurent :
- Marguerite Rouen, née le 13 novembre 1869, épousa le 16 juin 1892, Henri Mathieu, auditeur militaire des provinces de Brabant et de Hainaut. Dont deux fils :
  - Henry-Paul Mathieu, docteur en droit, attaché au Ministère de la Justice.
  - Dr Mathieu, docteur en médecine, épousa N.

Henri Mathieu veuf de Marguerite Rouen, épousa à Paris en 1920, 
Laure Van Dievoet née le 17 juillet 1876 à Saint-Gilles (Bruxelles), morte le 18 décembre 1945 à Bruxelles, fille de Camille Van Dievoet
(1842-1931) et de Lucie Sancke (1852-1925).

## Héraldique
| Armoiries de la famille Straatman | Armoiries de la famille Straatman |
| --------------------------------- | --- |
|                                   | Blasonnement:"d’argent à un tube de canon de sable, tonnant de gueules, accompagné en chef de deux voiles enflées d’azur et en pointe d’une ancre marine de sable trabée de gueules" |